# کوارتت زهی شماره ۱ (اسمتانا)

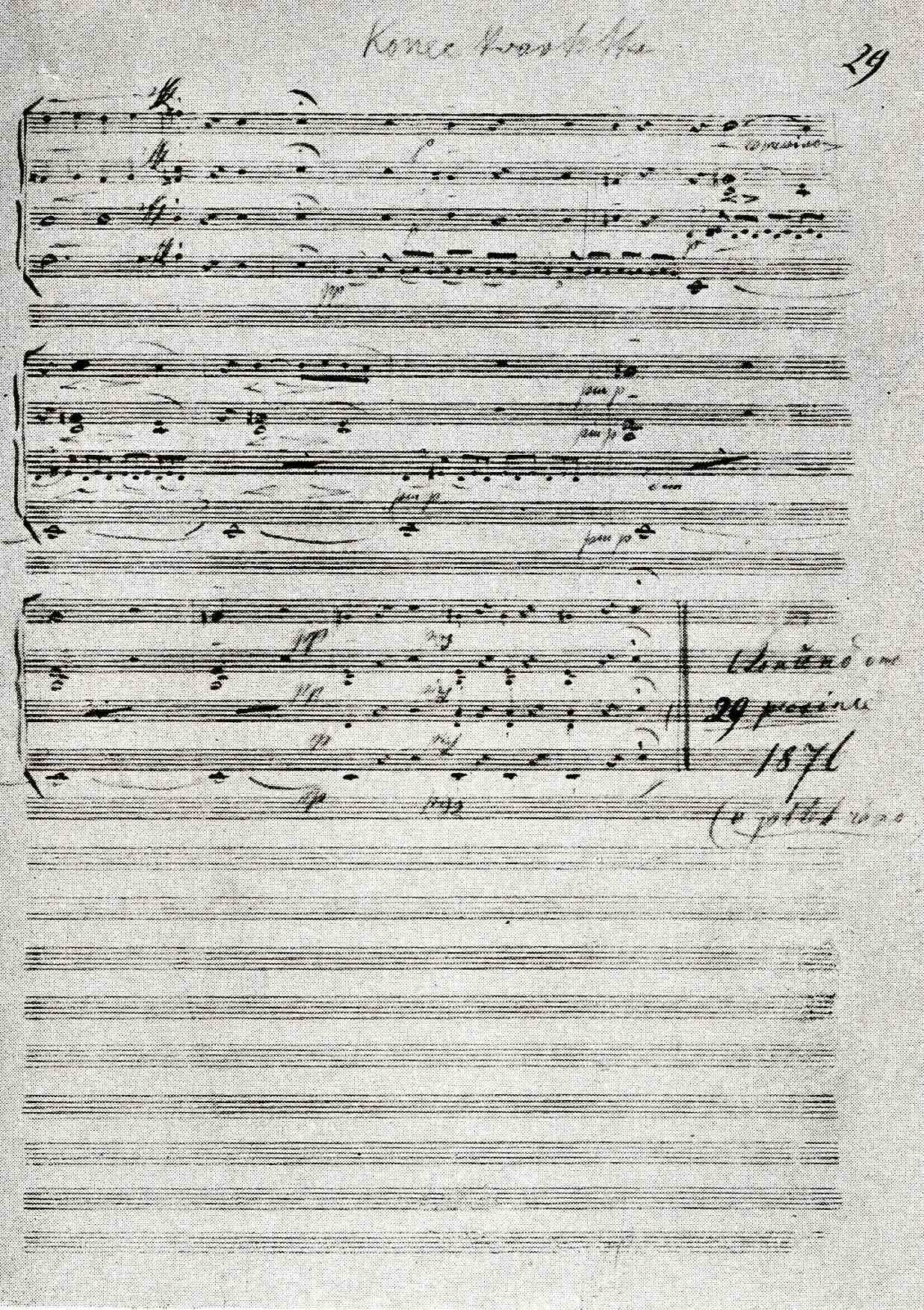
آخرین صفحه از دست خط اولین کوارتت زهی اسمتانا

کوارتت زهی شماره ۱ ("زندگی من"به زبان چکی: "Z mého života")
در می مینور، یک اثر چهار موومانی مجلسی متعلق به موسیقی دورهٔ رمانتیک است که در سال ۱۸۷۶ توسط آهنگساز اهل چک، بدریخ اسمتانا، نوشته شده‌است.

## پس زمینه
پس از اینکه اسمتانا ناشنوا می‌شود در سال ۱۸۷۶ از پراگ به «یابکینیتسه» نقل مکان می‌کند. در پاییز همان سال، ساختن این کار را آغاز می‌کند. استفاده از ۴ ساز که باهم به گفتگو می‌پردازند مثل یک دایرهٔ دوستانه است. اسمتانا در ۲۹ دسامبر ۱۸۷۶ این کار را تکمیل می‌کند.
اولین اجرای این قطعه به شکل خصوصی در سال ۱۸۷۸ اجرا می‌شود که ویولنیست اش، آنتونین دورژاک بوده‌است. اجرای عمومی این کوارتت در سال ۱۸۷۹ بوده.
این کار شبه-اتوبیوگرافی است که از ادوار مختلف دورهٔ زندگی خودش الهام گرفته. از خصایص جالب این کار، استفادهٔ ویولای سولو در ابتدای موومان اول است و در موومان آخر «هارمونیک می» برای ویلن اول که بیانگر سوت در گوش اسمتانا بوده که خبر از ناشنواییش می‌داده‌است.

## ساختار
این کوارتت چهار موومان دارد که عبارتند از:
1. آلِگرو ویوو آپاسیوناتو (Allegro vivo appassionato)
2. آلِگرو مودِراتو برای رقص لهستانی (Allegro moderato à la Polka)
3. لارگو سوستِنوتو (Largo sostenuto)
4. ویواچه (Vivace)